# Чухрай Сергій Олексійович
Сергі́й Олексі́йович Чухра́й (*31 травня 1955, Куйбишевка-Восточна, Амурська область, Російська РФСР) — український веслувальник, байдарочник, триразовий олімпійський чемпіон.
Тренувався в Новій Каховці в добровільному спортивному товаристві «Авангард».
На монреальські Олімпіаді У 1976 році молодий спортсмен з Херсонщини у складі команди байдарки-четвірки виграв золоту нагороду на дистанції 1000 метрів. Через чотири роки у Москві до С.Чухрая приєднався ще один херсонець Сергій Пострєхін, тоді Сергій Чухрай отримав дві золоті нагороди на дистанції 500 та 1000 метрів.